# إي. فاي جونز
إي. فاي جونز (بالإنجليزية: E. Fay Jones) هو مهندس معماري أمريكي، ولد في 31 يناير 1921 في باين بلاف في الولايات المتحدة، وتوفي في 31 أغسطس 2004 في فايتفيل في الولايات المتحدة.